# Megachile incerta
Megachile incerta är en biart som beskrevs av Radoszkowski 1876. Megachile incerta ingår i släktet tapetserarbin, och familjen buksamlarbin. Inga underarter finns listade i Catalogue of Life.